# Big Dumb Object
Les Big Dumb Objects, parfois traduits en français par gros objets stupides, est un type de créations science-fictives, objets de très grande taille et surtout d'origine mystérieuse.

## Description
Le terme Big Dumb Object est utilisé pour la première fois en 1981 par Roz Kaveny dans la revue Foundation. Le premier objet répondant à cette définition est le supercalculateur, recouvrant l'intégralité d'une planète sur 30 km d'épaisseur, dans la nouvelle Facteur limitatif de Clifford D. Simak, en 1949. En 1951, le monolithe noir de La Sentinelle d'Arthur C. Clarke, repris plus tard dans 2001, l'Odyssée de l'espace, répond également à cette définition. 
Mais ce n'est qu'au cours des années 1970 que le thème s'impose massivement, avec L'Anneau-Monde de Larry Niven, Rendez-vous avec Rama d'Arthur C. Clarke, et Le Monde du fleuve de Philip Jose Farmer si l'on considère le monde en question comme un objet.
Le thème des Big Dumb Objects trouve son origine dans les pulps des années 1920 qui raffolaient des objets « toujours plus gros », puis dans les artéfacts inventés par Olaf Stapledon dans Créateur d'étoiles, et reprises par Freeman Dyson dans le concept de sphère de Dyson. Cependant, ces objets se distinguent des Big Dumb Objects par leur construction humaine et leur objectif compréhensible.

## Source
- Roland C. Wagner, préface de Arthur C. Clarke et Gentry Lee, Rama : L'intégrale, t. 1, J'ai lu, 2006 (ISBN 978-2-290-00037-3)